# 加賀谷はつみ
加賀谷 はつみ（かがや はつみ、1985年10月1日 - ）は、日本の女性シンガーソングライター。千葉県流山市出身。血液型はO型。
所属芸能事務所はダブルウィング。所属レコードレーベルはユニバーサルJを経て、現在はワーナーミュージック・ジャパン。

## 来歴
小学校5年生のときに歌手を志す。13歳からライブ活動を始め、2007年から千葉県流山市で路上ライブを始める。
2011年2月から8月26日にかけて、「はつみ前線」と題して全国47都道府県で路上ライブを行うライブツアーを実施する。このライブツアーの最中、ユニバーサルミュージックと契約を結び、2011年8月31日に配信シングル「君がいる」でメジャー・デビューを果たす。
2012年11月21日、ワーナーミュージック・ジャパンから1stシングル「本日のスープ」をリリースする。なお、シングルのリリースに先立って、11月19日にみくりが池温泉でデビューライブを行った。
2013年、クリスタルガイザーの登頂チャレンジプロジェクト「シャスタチャレンジ」のメッセンジャーに起用され、9月にシャスタ山の登頂に成功する。同年10月16日、1stアルバム『シンガーソングハイカー』をリリースする。
2024年、地元である流山市の新設小学校「市野谷小学校」校歌の作詞・作曲を担当。
2024年、10月13日「市野谷自治会ふれあいまつり」のステージに出演、自身が作詞・作曲の市野谷小学校校歌を歌唱。

## 人物
シンガー・ソングハイカーを自称しており、2012年5月から「山頂で歌った動画をYouTubeで公開する」という企画を行っている。加賀谷によると、2011年の立山黒部アルペンフェスティバル出演を機に「山に登って山頂で歌う」というスタイルになったという。この山登りに関連し、FMヨコハマの番組The Burnの登山部の部員にもなっている。
親交のある有名人としては、俳優の大泉洋、漫画家の幸田もも子がいる。

## ディスコグラフィ

### シングル
| 枚  | 発売日         | タイトル     | 規格品番                                     |
| --- | -------------- | ------------ | -------------------------------------------- |
| 1st | 2012年11月21日 | 本日のスープ | WPCL-11260（WMD限定盤） WPCL-11261（通常盤） |

### 配信シングル
- 君がいる（2011年8月31日リリース）

### スタジオ・アルバム
| 枚  | 発売日         | タイトル               | 規格品番   |
| --- | -------------- | ---------------------- | ---------- |
| 1st | 2013年10月16日 | シンガーソングハイカー | WPCL-11475 |

### その他
- be happy（手売り限定）

## タイアップ
| 楽曲         | タイアップ                                                                     |
| ------------ | ------------------------------------------------------------------------------ |
| 君がいる     | フジテレビ系『2011北海道マラソン』番組テーマソング                             |
| 会いたいよ   | サンテレビ・KBS京都『Happy Wedding』エンディング・テーマ                       |
| つなぐ想い   | 北海道文化放送『カメラには夏がいっぱい 〜写真甲子園2012〜』テーマソング        |
| つなぐ想い   | NACK5『STROBE NIGHT!』2012年8月度エンディング・テーマ                          |
| つなぐ想い   | とちぎテレビ『NEWSとちぎの朝』2012年8月・9月度エンディング・テーマ             |
| 本日のスープ | 2012年さっぽろホワイトイルミネーションコラボレートミュージック[MUSIC from N43] |
| DAYS         | 「CRYSTAL GEYSER presents シャスタチャレンジ〜加賀谷はつみ〜」テーマソング     |
| 花の歌       | 映画『遠くでずっとそばにいる』主題歌                                           |

## 出演

### テレビ
- ろっくとぅざふゅーちゃー（とちぎテレビ、2011年10月13日 - 2012年3月29日）
- ロッケンロール（とちぎテレビ、2012年4月5日 - 2014年6月26日）- レギュラー

### ラジオ
- 加賀谷はつみのはつみみアワー（NACK5、The Nutty Radio Show おに魂）